# N5-(karboksietil)ornitin sintaza
N5-(karboksietil)ornitin sintaza (EC 1.5.1.24, 5-N-(L-1-karboksietil)--ornitin:+ oksidoreduktaza (formira -ornitin)) je enzim sa sistematskim imenom N5-(L-1-karboksietil)--ornitin:+ oksidoreduktaza (formira -ornitin). Ovaj enzim katalizuje sledeću hemijsku reakciju
-1-karboksietil)--ornitin + + + 2O {\displaystyle \rightleftharpoons } -ornitin + piruvat + NADPH + H+
U reverznom smeru, L-lizin može da deluje umesto L-ornitina.

## Literatura
- Nicholas C. Price; Lewis Stevens (1999). Fundamentals of Enzymology: The Cell and Molecular Biology of Catalytic Proteins (Third изд.). USA: Oxford University Press. ISBN 019850229X.
- Eric J. Toone (2006). Advances in Enzymology and Related Areas of Molecular Biology, Protein Evolution (Volume 75 изд.). Wiley-Interscience. ISBN 0471205036.
- Branden C; Tooze J. Introduction to Protein Structure. New York, NY: Garland Publishing. ISBN 0-8153-2305-0.
- Irwin H. Segel. Enzyme Kinetics: Behavior and Analysis of Rapid Equilibrium and Steady-State Enzyme Systems (Book 44 изд.). Wiley Classics Library. ISBN 0471303097.
- William P. Jencks (1987). Catalysis in Chemistry and Enzymology. Dover Publications. ISBN 0486654605.

## Spoljašnje veze
- N5-(carboxyethyl)ornithine+synthase на 